# Спиносо (Потенца)
Спиносо (итал. Spinoso) је насеље у Италији у округу Потенца, региону Базиликата.
Према процени из 2011. у насељу је живело 1429 становника. Насеље се налази на надморској висини од 646 м.

## Становништво
Према резултатима пописа становништва 2011. у општини је живело 1.555 становника.
| 1931. | 1936. | 1951. | 1961. | 1971. | 1981. | 1991. | 2001. | 2011. |
| ----- | ----- | ----- | ----- | ----- | ----- | ----- | ----- | ----- |
| 2.014 | 2.112 | 2.367 | 2.397 | 1.827 | 1.855 | 1.852 | 1.778 | 1.555 |